# Broekland (Rosmalen)
Broekland is een woonwijk in Rosmalen, in de Nederlandse provincie Noord-Brabant. Broekland ligt in het stadsdeel De Groote Wielen.
De wijk heeft een stedelijk karakter in een natuurlandschap en ademt de sfeer van een rivierenlandschap. Ook in deze wijk is het water nadrukkelijk aanwezig, niet zo sterk als in de Watertuinen, maar overal is water te zien in de vorm van kanalen en beken. Het noorden van de wijk grenst aan de Waterplas en in het zuiden komen er brede waterlopen, die fungeren als afwateringskanaaltjes ten behoeve van de Watermachine.

Waterplas Groote Wielen ter hoogte van Broekland